# Sondernach
Sondernach é uma comuna francesa na região administrativa de Grande Leste, no departamento Alto Reno. Estende-se por uma área de 24,55 km². Em 2010 a comuna tinha 620 habitantes (densidade: 25,3 hab./km²).